# Final Fantasy XVI
Final Fantasy XVI (japanisch ファイナルファンタジーXVI, Fainaru Fantajī Shikkusutīn, kurz: FFXVI oder FF16) ist ein Computer-Rollenspiel des japanischen Spieleentwicklers Square Enix und der sechzehnte Hauptteil der Final-Fantasy-Serie. Das Spiel erschien am 22. Juni 2023 für die PlayStation 5 und am 8. Juni 2025 für Xbox Series. 

## Spielwelt
Final Fantasy XVI spielt in der fiktiven Welt Valisthea, die von insgesamt sechs Mächten kontrolliert wird: das Großherzogtum Rosaria, das Heilige Kaiserreich Sanbrèque, das Königreich von Waluth, die Republik Dhalmekia, das Eiserne Königreich und das Kristalldominium. Jedes dieser Reiche kontrolliert einen der großen, über die gesamte Welt verteilten, Kristalle, die sogenannten Mutterkristalle. Diese mächtigen, bergähnlichen Gebilde, erwählen je einen Dominus, eine Person, die ein besonderes vom Kristall bestimmtes Wesen (Esper) in sich birgt und dieses beschwören kann.
Hauptcharaktere sind Clive Rosfield, ältester Sohn des Erzherzoges von Rosaria und Leibwächter seines jüngeren Bruders Joshua Rosfield, der als Dominus von Rosaria den Esper Phoenix kontrolliert. Sie leben zusammen mit Jill Warrick, der Tochter von Silbermähne, dem Herrscher der nördlichen Gebiete, die ursprünglich als Teil eines Friedensvertrages nach Rosaria gekommen ist.

## Entwicklung
Als Entwickler von Final Fantasy XVI fungiert die 2020 von Square Enix gegründete Creative Business Unit III (CBU III), die von Naoki Yoshida geleitet wird und auch für die Entwicklung der MMORPG Final Fantasy XIV und Final Fantasy XI zuständig ist. Viele aktuelle und ehemalige Entwickler der CBU III arbeiten auch an Final Fantasy XVI, so zum Beispiel der Komponist Masayoshi Soken.
Am 3. Juni 2022 bestätigte Square Enix einige der leitenden Entwickler: So sind neben Naoki Yoshida als Produzent und Hiroshi Takai als Regisseur (The Last Remnant) auch Hiroshi Minagawa als Art Director (Regisseur von Final Fantasy XII) und Creative Director Kazutoyo Maehiro (Main Battle Designer von Final Fantasy XII) beteiligt.
Eine PC-Version wurde am 17. September 2024 auf Steam mit den zwei DLCs veröffentlicht.

## Rezeption
Das Spiel erhielt positive Rezensionen. Gelobt wurden die Inszenierung und das actionreiche Kampfsystem, auch wenn zweiteres nicht unbedingt das sei, was Fans erwarten.

„Opulent präsentiertes Action-Rollenspiel, das den Actionteil sehr kompromisslos denkt – für manchen Serienfan sicher zu kompromisslos.“

Während IGN die herausragende Handlung lobte, kritisierte GamePro diese als zu verwirrend.